# Lojze Mužina
Lojze Mužina, (uradno Luigi Musina) italijansko-slovenski boksar, * 18. december 1914, Števerjan, † 10. februar 1990, Krmin.

## Kariera
Sin slovenskih staršev iz Števerjana je postal italijanski amaterski prvak v poltežki kategoriji v letih 1935 in 1936 ter evropski prvak v 1937 in 1939.
Kot profesionalec je osvojil naslova italijanskega prvaka v letih 1941 in 1943 ter evropskega 1942.
Na koncu kariere je trikrat premagal sicer že ostarelega nekdanjega svetovnega prvaka v težki kategoriji Prima Carnero. Zadnjič leta 1946 na stadionu v Gorici pred 20000 gledalci. 
V profesionalni karieri je v 53 dvobojih dosegel 38 zmag, 5 remijev in 10 porazov.